# Parque nacional de Jaldapara
El Parque nacional de Jaldapara es un parque nacional situado a los pies de los Himalayas orientales, en el norte del estado indio de Bengala Occidental y a orillas del río Torsa. Jaldapara se ubica a una altitud de 61 m y está cubierto de unos 216,51 km² de praderas con parches de bosques ribereños. Fue declarado santuario de vida silvestre en 1941, para proteger su gran variedad de flora y fauna. Actualmente, itiene la más grande población de rinocerontes indios en el estado, animal en peligro de extinción, y es un área de gestión del hábitat (categoría IV). El cercano bosque de Chilapata es un corredor de elefantes entre Jaldapara y el parque nacional de Buxa Está cerca del parque nacional de Gorumara, también conocido por su población de rinocerontes indios.

## Historia
Las tribus Toto y Mech (Bodos) solían permanecer en esta área antes de 1800. En esa época, el lugar era conocido como "Totapara". En 1941, se estableció el santuario de vida silvestre Jaldapara con el objeto de proteger a los ejemplares de rinocerontes indios. En mayo de 2012, fue declarado parque nacional.

## Flora y fauna
El bosque es principalmente sabana cubierto con altas hierbas de elefante. La principal atracción del parque es el rinoceronte indio; el parque mantiene la más grande población de estos mamíferos en India después del parque nacional de Kaziranga en Assam. Otras especies animales en el parque incluyen al leopardo indio, el elefante indio, el sambar, muntíacos, el chital, ciervos porcinos, jabalíes, y bisontes.
Jaldapara es considerada un paraíso para los observadores de aves. Es uno de los escasos lugares en la India, donde puede avistarse el sisón bengalí. Otras aves que se pueden encontrar en el parque son la arpía menor, el pigargo de Pallas, el gavilán chikra, el tejedor de Finn, especies de gallus, el pavo real de la India, perdices, y el cálao coronado. También se pueden encontrar pitones, varanos, búngaros, cobras, geckos, y cerca de ocho especies de tortugas de agua dulce.

## Galería

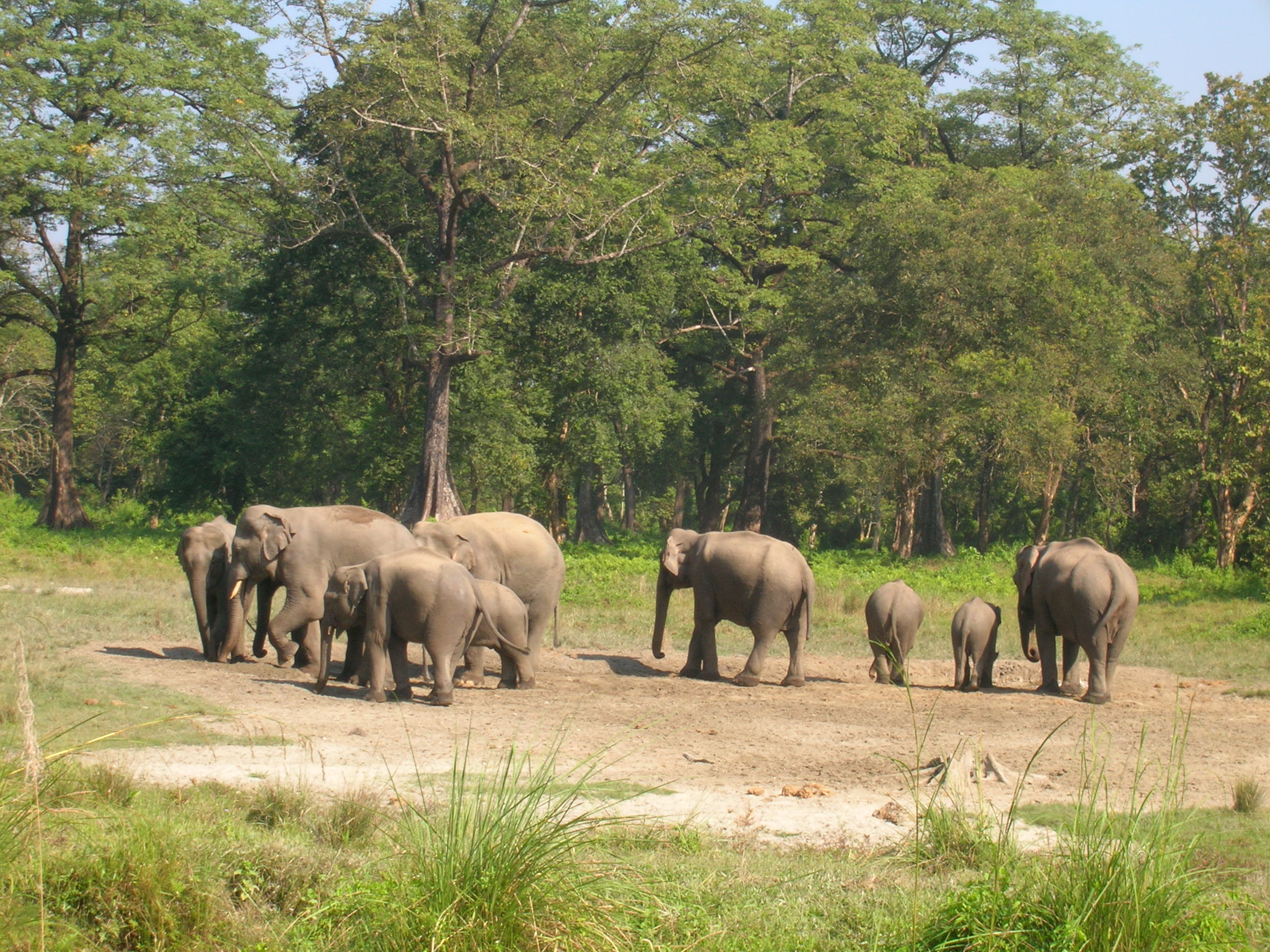
Elefantes salvajes pastando en Jaldapara.
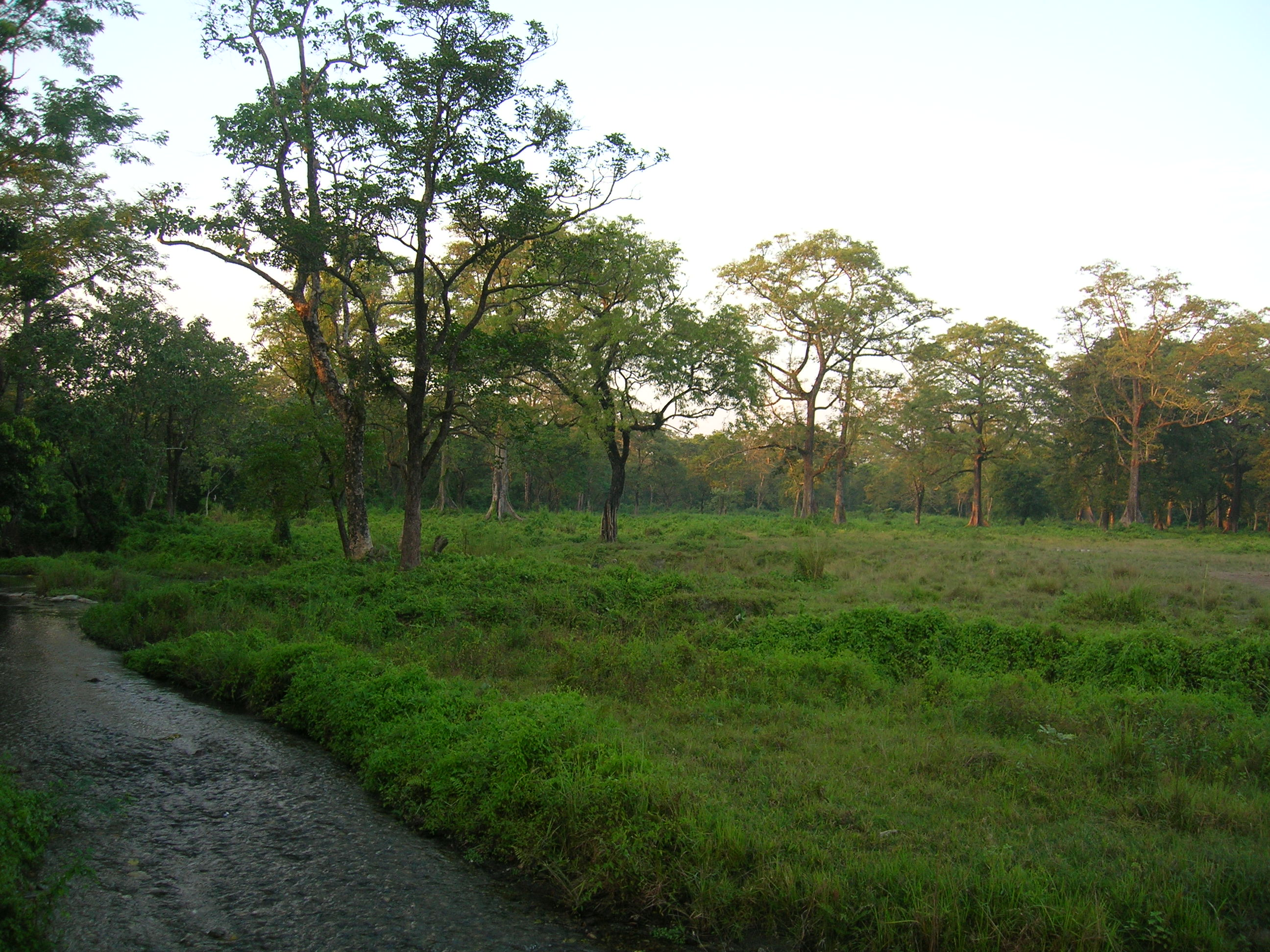
Puesta de sol en Jaldapara.
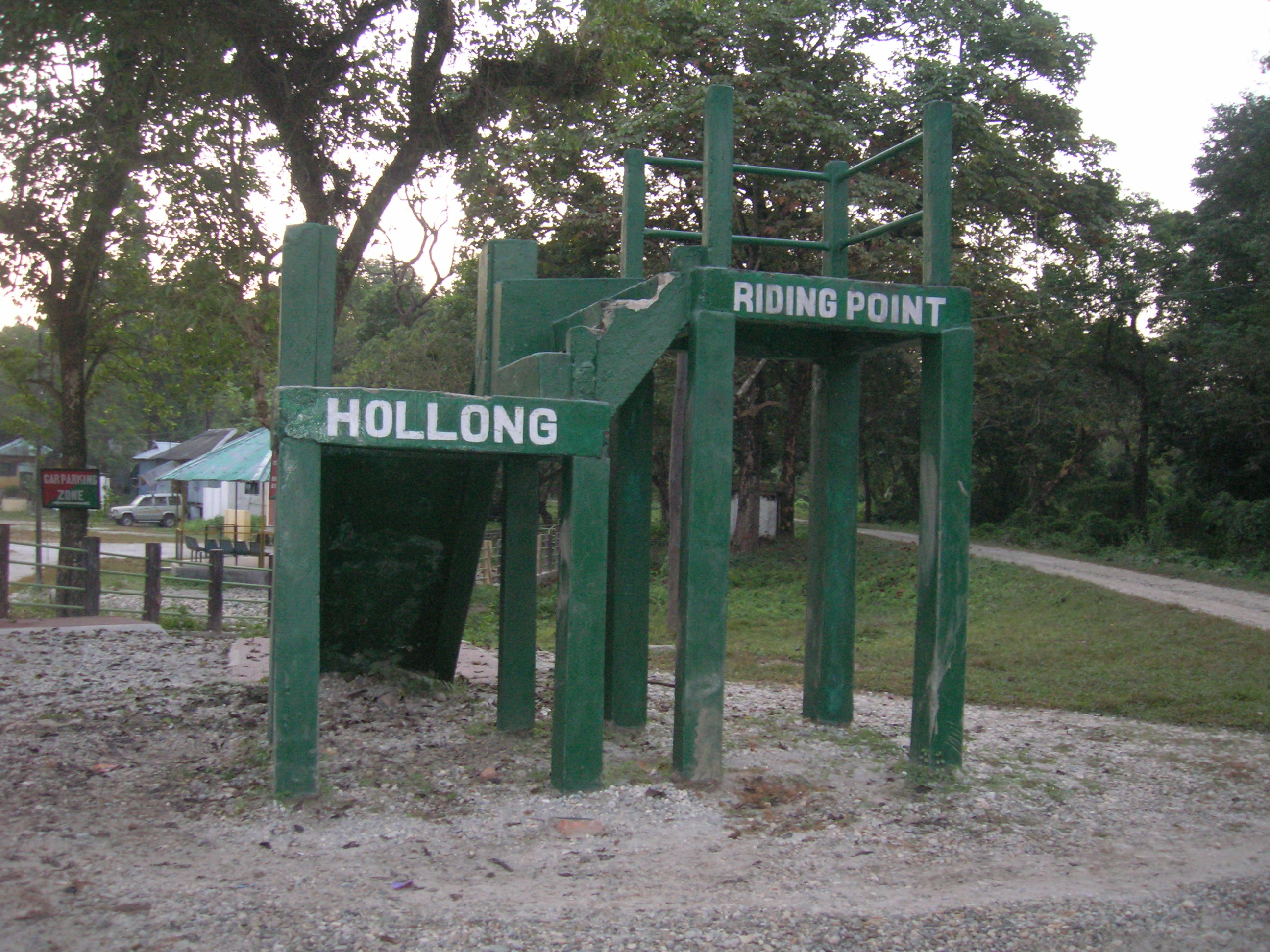
Un punto de montar en el parque nacional de Jaldapara.